# Langenstein Zwieberge
Kamp Langenstein Zwieberge was een concentratiekamp van de nazi's dat in 1944 werd opgestart vlak bij het dorp Langenstein (in Saksen-Anhalt), ten noorden van het Harz-gebergte.

## Geschiedenis
Het werkkamp had de codenaam Malachit, naar het mineraal malachiet dat in de mijngangen was gewonnen. Dit sub-kamp van Buchenwald was opgericht om goedkope arbeidskrachten onderdak te bieden. De gevangenen werden ingezet bij de fabricage van vliegtuigen. De onderaardse fabrieken stonden in de buurt van Thekenbergen bij Halberstadt. Het bedrijf was ontstaan door een samenwerkingsverband tussen de Hermann Göring Reichswerke (Salzgitter) en de Junkers Flugzeugwerke (Dessau). Het bedrijf had de naam Malachit AG. In de officiële Duitse lijst van concentratiekampen staat Langenstein Zwieberge vermeld onder nummer 811 en het gedeelte Halberstadt-Zwieberge onder nummer 542.

## Omstandigheden
Het kamp was berekend op tweeduizend gevangenen. Gemiddeld waren er echter vijfduizend gevangenen aanwezig. Hierdoor was de situatie voor de gevangenen zeer slecht. Op het (geschatte) totaal van vijfduizend gevangenen in Langenstein Zwieberge zijn er ongeveer drieduizend gevangenen, mede door de slechte hygiëne en 'verzorging', omgekomen. Kort voor de bevrijding, in april 1945, werden drieduizend gevangenen geëvacueerd naar andere kampen. Gedurende deze onmenselijke voetreis van ongeveer 330 kilometer (de dodenmars), zijn de meeste gevangenen omgekomen. Wie namelijk het tempo van de colonne niet kon bijhouden werd doodgeschoten.

## Na de oorlog
Van het concentratiekamp is niet veel over, slechts een paar gebouwen in de bossen zijn bewaard gebleven. Ter herinnering aan de slachtoffers is er een monument geplaatst. Ook zijn er honderden paaltjes met lintjes geplaatst. Tegenwoordig is het voormalig concentratiekamp te bezichtigen.
De onderaardse gangen werden in 1990 gebruikt om de gehele voorraad Ostmarken te begraven in de verwachting, dat ze daar snel zou vergaan. Toen na 2000 steeds meer van deze bankbiljetten  in de bovenwereld opdoken werd besloten, de "schat van Halberstadt" alsnog te verbranden.